# Microunguis depressa
Microunguis depressa är en insektsart. Microunguis depressa ingår i släktet Microunguis och familjen långrörsbladlöss. Inga underarter finns listade i Catalogue of Life.